# Коцаново
Коцаново (пол. Kocanowo) — село в Польщі, у гміні Победзиська Познанського повіту Великопольського воєводства.
Населення — 243 особи (2011).
У 1975-1998 роках село належало до Познанського воєводства.

## Демографія
Демографічна структура станом на 31 березня 2011 року:
|          | Загалом | Допрацездатний вік | Працездатний вік | Постпрацездатний вік |
| -------- | ------- | ------------------ | ---------------- | -------------------- |
| Чоловіки | 116     | 20                 | 91               | 5                    |
| Жінки    | 127     | 25                 | 85               | 17                   |
| Разом    | 243     | 45                 | 176              | 22                   |